# لوسویا (تگزاس)
لوسویا (به انگلیسی: Losoya) یک منطقهٔ مسکونی در ایالات متحده آمریکا است که در شهرستان بیر، تگزاس واقع شده‌است. لوسویا؟ نفر جمعیت دارد و ۱۴۹٫۹۶ متر بالاتر از سطح دریا واقع شده‌است.